# Clubiona irinae
Clubiona irinae este o specie de păianjeni din genul Clubiona, familia Clubionidae, descrisă de Mikhailov, 1991. Conform Catalogue of Life specia Clubiona irinae nu are subspecii cunoscute.